# Lemurovití noční
Lemurovití noční (Lepilemuridae) je čeleď nejprimitivnějších primátů, kteří patří mezi endemity, vyskytující se na Madagaskaru. Čeleď má jediný rod s asi 25 druhy.

## Historie
Vědci se domnívali, že rod (Lepilemur), který se odlišuje od ostatních lemurů, je potomkem asi před 1000 léty vymřelé opice (Megaladapis), proto se tato čeleď nazývala (Megaladapidae) Major, 1893. Později se prokázala neoprávněnost této domněnky a toto jméno je nyní považováno za mladší synonymum.

## Popis
Jsou to poměrně malé opice, měří asi 250 až 300 mm a váží 500 až 900 gramů. Huňatý ocas mají dlouhý asi 250 mm. Na hřbetě a bocích jsou hnědí až tmavě šedí, obličej mají světle šedý, bříška světlá a ocas načervenalý. Mají krátkou hlavu s velkými ušními boltci a žluté kulaté oči. Zadní nohy mají delší a silné, dokáží rychle běhat a skákat i vertikálně. Prsty mají opatřeny nehty, pouze druhý prst zadních končetin nese dráp na škrábání.
Lemurovití noční kompletně redukovali horní řezáky (0.1.3.32.1.3.3 × 2 = 32 zubů).

## Životní projevy
Stravu mají téměř vegetariánskou, upřednostňují rostlinnou potravu, listy a ovoce. Jsou to noční tvorové, žijí na stromech, kde den přespávají v dutinách. Mimo doby rozmnožování jsou samotáři. Samci mají větší teritoria než samice a mají tak na svém území více samic. Zvířata stejného pohlaví brání hlasitými, pronikavými zvuky svá území proti konkurentům. Samičky rodí jedno mládě, zpočátku ho přenáší v tlamičce a později zavěšené v srsti, při hledání potravy ho ukládá do hnízda v dutině.

## Ohrožení
Lemuři všeobecně nejsou na Madagaskaru mnoho loveni, místní obyvatelé jsou pověrčiví a mají z nich obavy. Jsou však ze svých území vytlačováni změnou přírodních podmínek, kdy velkou rychlostí pokračuje odlesňování z důvodů zemědělství, těžby dřeva a výroby dřevěného uhlí. Za ohrožený druh je považován lemur ankaranský, za zranitelný druh lemur Milne-Edwardsův a za kriticky ohrožený druh lemur severní. O ostatních druzích nemá IUCN dostatek informací.

## Galerie

Lemurovití noční
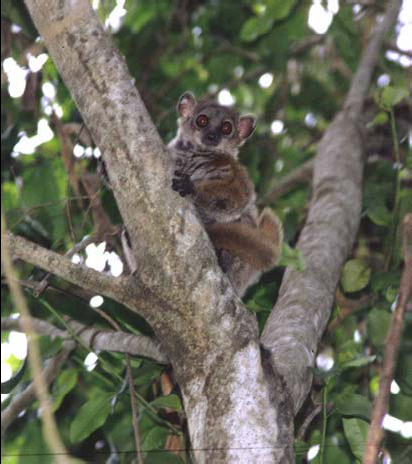
lemur pruhočelý
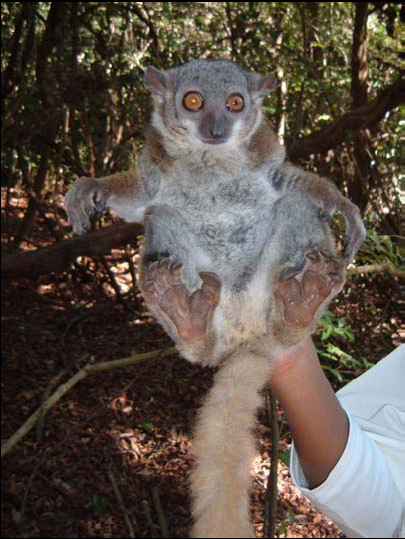
lemur Randrianasoleův
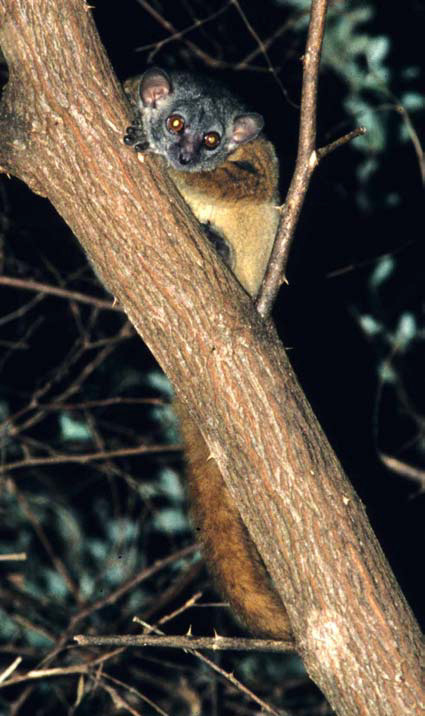
lemur pruhočelý
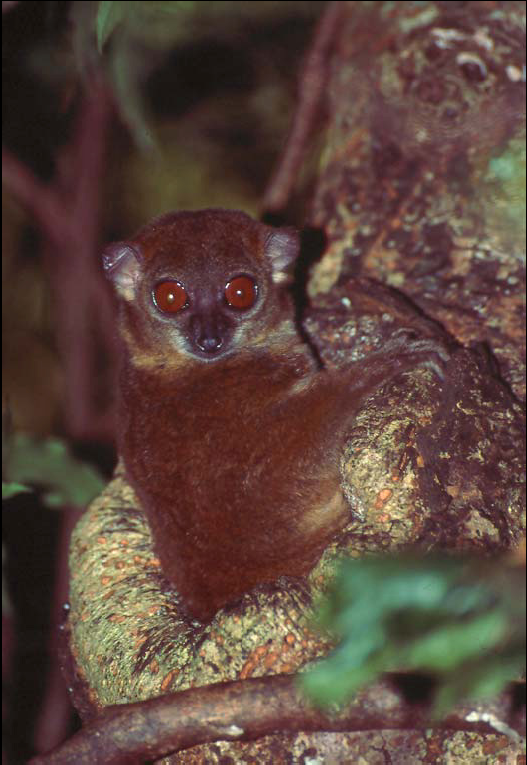
lemur pruhohřbetý
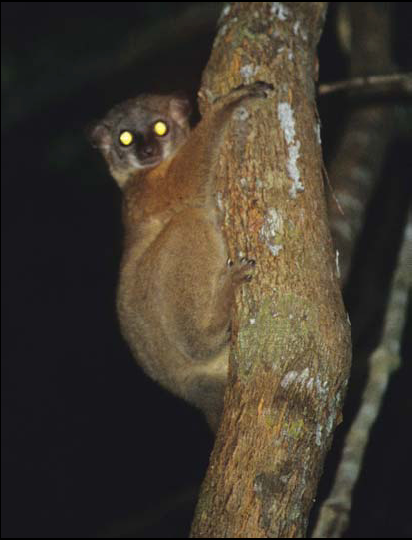
lemur Randrianasoleův
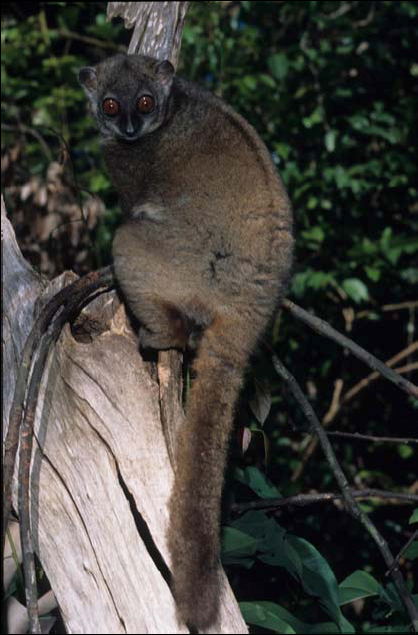
lemur pruhohřbetý